# Metropolie Švýcarsko
Metropolie Švýcarsko je jedna z metropolií Konstantinopolského patriarchátu.

## Historie
Metropolie byla zřízena 2. října 1982. Součástí metropolie se stalo Švýcarsko a Lichtenštejnsko.
Na území eparchie se nachází Pravoslavné centrum Konstantinopolského patriarchátu v Chambésy.
V současné době má 9 farností.

## Seznam metropolitů
- 1982–2003 Damaskinos (Papandreou)
- 2003–2018 Ieremias (Kalligiorgis)
- od 2018 Maximos (Pothos)